# V345 Carinae
Pour les articles homonymes, voir e Carinae.
Désignations
V345 Carinae (en abrégé V345 Car) est une étoile variable de cinquième magnitude de la constellation australe de la Carène. Elle porte également la désignation de Bayer de E Carinae, V345 Carinae étant sa désignation d'étoile variable. D'après la mesure de sa parallaxe annuelle par le satellite Gaia, l'étoile est distante d'environ ∼ 1 320 a.l. (∼ 405 pc) de la Terre. Elle s'éloigne du Système solaire à une vitesse radiale d'environ +19 km/s.

## Propriétés
V345 Carinae est classée comme une étoile bleu-blanc de type spectral de B2(IV)n, ce qui correspond à une étoile de type B qui est suspectée d'être une sous-géante. La lettre « n » de son suffixe indique que son spectre montre des raies « nébuleuses » en raison de sa rotation rapide ; elle tourne en effet sur elle-même à une vitesse de rotation projetée de 140 km/s. 
L'étoile est âgée d'environ 20 millions d'années. Sa masse est 9,6 fois plus grande que celle du Soleil et son rayon vaut 8,7 fois le rayon solaire. Elle est 2 540 fois plus lumineuse que le Soleil et sa température de surface est de 19 000 K.

## Variabilité
V345 Carinae est également une étoile Be qui possède un disque circumstellaire de gaz chauds éjectés, et qui est à l'origine des raies en émission observées dans son spectre. C'est une variable de type Gamma Cassiopeiae dont la magnitude apparente varie entre 4,67 et +4,78 sur une période de 137,7 jours. L'étoile montre également une variation en vitesse radiale avec une période nettement plus courte de 1,13 jour.
Bien qu'elle semble être une étoile seule, Carrier et al. (2002) ont suggéré que les variations à plus longue période pourraient être causées par une sorte d'interaction binaire avec le disque circumstellaire ou peut-être par un effet de réflexion de la lumière. Cependant, aucun compagnon n'a été détecté avec les variations de vitesse radiale. Cela suggère qu'il aurait soit besoin d'avoir une masse inférieur à 1,7 fois celle du Soleil, soit qu'il serait vu presque par les pôles. Les variations à court terme pourraient être dues à des pulsations non-radiales, similaires à celles d'Omega Canis Majoris.